# Rio Pilica
Pilica nas proximidades de Sulejów, Polônia
Pilica é um rio na região central da Polônia, o mais longo afluente da margem esquerda do rio Vístula, o maior rio da Polônia. Tem 342 km de comprimento (o oitavo rio mais longo na Polónia) e a sua bacia hidrográfica banha cerca de 9258 km², (todo na Polônia). Tem característica principalmente natural, porém, a qualidade de sua água está comprometida pela poluição das cidades (principalmente das cidades de Koniecpol e Przedbórz) e como conseqüência da utilização da agricultura em cerca de 60% de sua bacia hidrográfica.

## Cidades
- Szczekociny
- Koniecpol
- Przedbórz
- Sulejów
- Tomaszów Mazowiecki
- Spała
- Inowłódz
- Nowe Miasto nad Pilica
- Wysmierzyce
- Białobrzegi
- Warka

pois todos rios pertence a hidrografia

## Afluentes

### Margem esquerda
- Luciąża
- Wolborka

### Margem direita
- Czarna (Włoszczowska)
- Drzewiczka